# Heinz Hoyer
Pour les articles homonymes, voir Hoyer.
Heinz Hoyer (né en 1949 à Elxleben, arrondissement d'Ilm, en Allemagne) est un dessinateur allemand de monnaies.
Avec sa femme Sneschana Russewa-Hoyer, il fait partie des dessinateurs allemands de monnaies couronnés de succès. Entre 1983 et 1990, il a esquissé pour la RDA treize pièces commémoratives, dont douze avec sa femme. Ils continuent aujourd'hui à dessiner les monnaies pour la République fédérale d'Allemagne.
Ensemble, ils ont réalisé le motif de l'aigle sur les faces nationales des pièces de un et deux euro de l'Allemagne. 
Heinz Hoyer a également esquissé le motif de la Holstentor à Lübeck sur la pièce commémorative de deux euros de l'Allemagne en 2006.
Heinz Hoyer a en outre dessiné des pièces de collection :
- en 2004, la pièce de dix euros en l'honneur du Bauhaus de Dessau-Roßlau (école supérieure de design fondée en 1919)
- en 2005, le motif de la pièce en or de 100 euros de la série de la Coupe du monde de football FIFA 2006 en Allemagne,
- en 2005, la pièce de dix euros en l'honneur d'Albert Einstein : 100 ans de relativité - E=MC²
- en 2005, la pièce de dix euros consacrée aux 1 200 ans de la ville de Magdebourg
- en 2005, l'avers de la pièce de cent euros en or de la série de la Coupe du monde de football FIFA 2006 en Allemagne.
- ainsi que ceux de plusieurs pièces commémoratives de 10 euros en argent.